# Pedro de Calabria

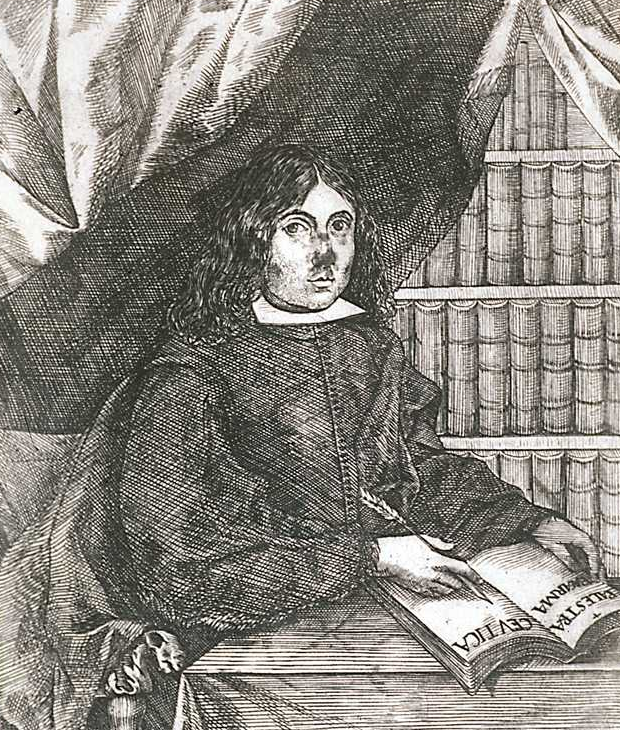
Retrato de Félix Palacios dibujado y grabado por Pedro de Calabria publicado con la primera edición de la Palestra pharmaceutica, 1706.

Pedro de Calabria Escudero (Valladolid, c. 1675-1679-Madrid, 1738) fue un grabador y pintor barroco español, discípulo según Ceán Bermúdez de Luca Giordano.

## Biografía
Hijo de Pedro de Calabria Escudero y de Margarita Esquivel, Pedro de Calabria nació en Valladolid hacia 1679. En torno a 1700 o algo antes se encontraba ya en Madrid a juzgar por lo que él mismo declaró en 1709, al solicitar la plaza de pintor honorario del rey, donde decía haber trabajado con Lucas Jordán por espacio de cuatro años, sirviéndole en todas las obras que había hecho este en servicio del rey, incluyendo la capilla real. Las noticias documentales comienzan en 1702, fecha en la que tasó las pinturas dejadas a su muerte por el conde de Mora, siendo esta una actividad que ocupará a Calabria con alguna frecuencia en años sucesivos y por la que va a pleitear en 1724 junto con Jerónimo Ezquerra, Juan Vicente de Ribera, José de Paz y otros para obtener que se les reconociese como tasadores oficiales.
En 1706 salió impresa en Madrid la Palestra pharmaceutica chymico-galénica de Félix Palacios con estampas del instrumental químico farmacéutico y el retrato del autor, de 27 años de edad, dibujadas y grabadas por Pedro de Calabria. Hacia 1709 contrajo matrimonio con Isabel de Urbicaín, natural de Tafalla, con quien tuvo al menos dos hijos varones muertos prematuramente y una hija. Un año después solicitó la plaza de tallador de la casa de la moneda de Segovia, con el informe favorable de la Junta de Obras y Bosques que apreció la habilidad y capacidad de Calabria para realizar las tareas de tallista y grabador. En junio de 1712 Felipe V le concedió la plaza de pintor del rey que había dejado vacante Isidoro Arredondo. 
Falleció en Madrid el 2 de enero de 1738, dejando por heredera a la única hija que le había sobrevivido y fue enterrado «de secreto» en la iglesia de San Martín, de la que era parroquiano al tener su residencia en la calle ancha de San Bernardo.

## Obra

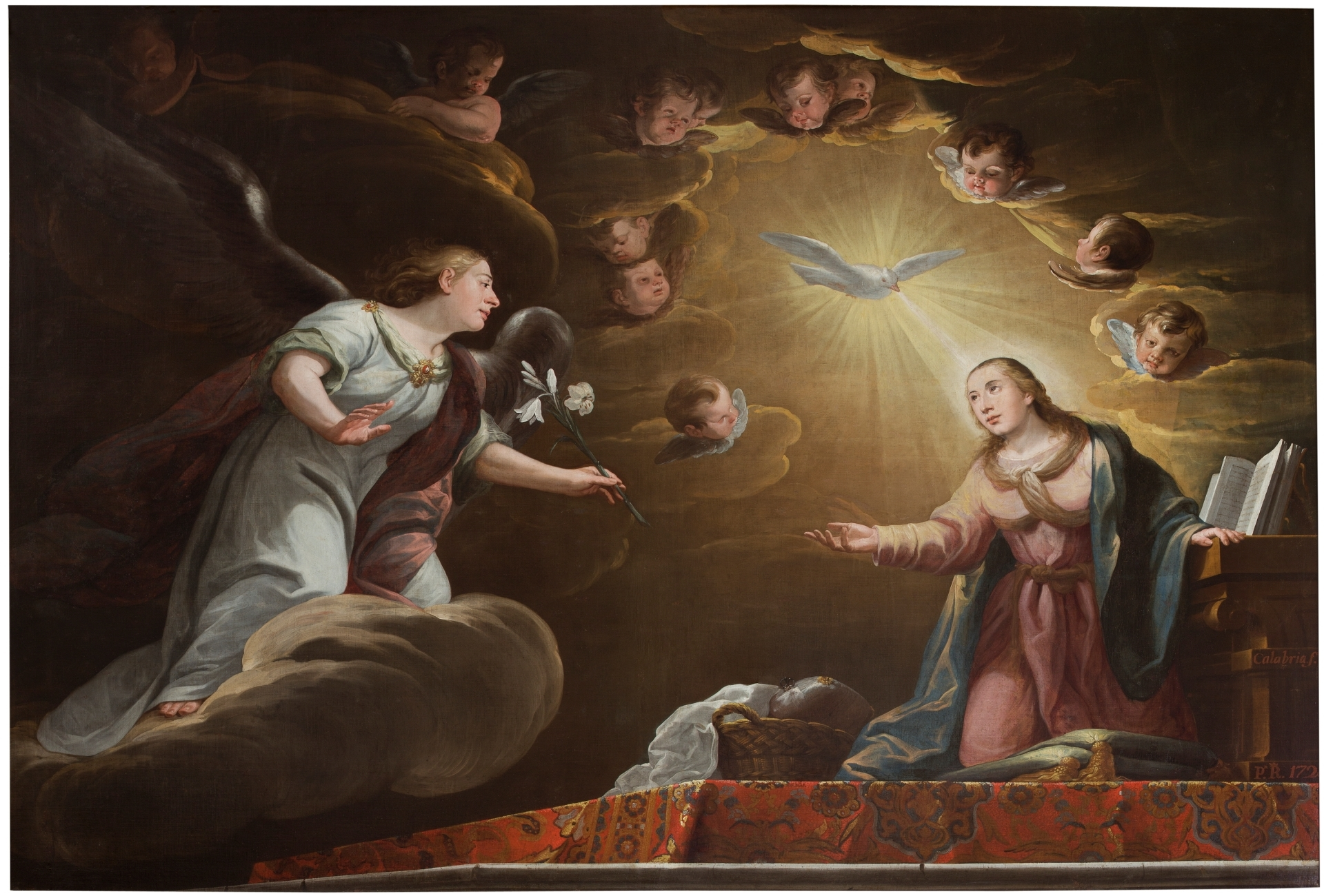
La Anunciación, 1720, óleo sobre lienzo, 247 x 329 cm, Museo del Prado, en depósito en la Universidad Central de Barcelona.

Son escasas las noticias de su actividad como pintor y muy pocas las obras que se conservan. A pesar de su título de pintor del rey, el encargo más importante del que se tiene noticia es el de las pinturas del convento benedictino de Montserrat de Madrid, para el que en 1718 pintó un cuadro grande de San Gregorio, desaparecido, y los escudos situados debajo del coro, que aún se conservan en su lugar. También han de ser suyas las pinturas de la bóveda de la nave que representan la Visión de San Benito, Muerte de Santa Escolástica y Recepción de San Mauro por San Plácido,  en los que Alfonso E. Pérez Sánchez aprecia la influencia de la tradición pictórica madrileña de Coello y Carreño superponiéndose a la comentada de Luca Giordano.
De 1720, firmada y fechada, es una Anunciación propiedad del Museo del Prado, depositada en la Universidad Central de Barcelona junto con una Coronación de la Virgen de semejante factura, óleos en los que al contrario las influencias más directa parecen ser las de Carlo Maratta y el barroco clasicista napolitano de Andrea Vaccaro.
En la iglesia de San Francisco de Caracas se conserva, firmada como pintor del rey y fechada en 1736, una Visión de san Ignacio de Loyola en la capilla de La Storta, última obra conocida del pintor.